# Radio SRF Virus
Radio SRF Virus – szwajcarski kanał radiowy nadawany przez Schweizer Radio und Fernsehen (SRF), niemieckojęzyczną część publicznego nadawcy SRG SSR. Kanał został uruchomiony w 1999 jako DRS Virus, obecną nazwę otrzymał w grudniu 2012 w ramach rebrandingu wszystkich niemieckojęzycznych mediów publicznych w Szwajcarii pod wspólną marką SRF. Stacja adresowana jest do młodzieży, w związku z czym szczególny nacisk kładzie na interaktywność i multimedia. Pod względem muzycznym prezentuje głównie różne nurty muzyki alternatywnej. Do 2009 jej siedzibą była Bazylea, obecnie nadawana jest z centrum radiowego SRF w Zurychu. 
W roku 2012 stacja osiągnęła słuchalność w grupie wiekowej 15+ na średnim poziomie 0,2%, co czyni z niej najmniej popularny spośród sześciu kanałów radiowych SRF. W niemieckojęzycznych kantonach Szwajcarii można jej słuchać w cyfrowym przekazie naziemnym i w sieciach kablowych. Ponadto jest dostępna w Internecie oraz w niekodowanym przekazie satelitarnym z satelity Eutelsat Hot Bird 13B. 